# Chaîne du Bargy
Pour les articles homonymes, voir Bargy (homonymie).
La chaîne du Bargy est un chaînon montagneux du massif des Bornes en Haute-Savoie. Au sens strict, la chaîne concerne l'extrémité septentrionale de l'alignement montagneux au-delà de la Tour, centrée sur le Grand et le Petit Bargy ; cependant, les sommets plus au sud jusqu'au roc de Charmieux sont généralement inclus dans la chaîne, y compris la pointe Blanche qui devient alors son point culminant avec 2 438 mètres d'altitude.

## Géographie

### Topographie

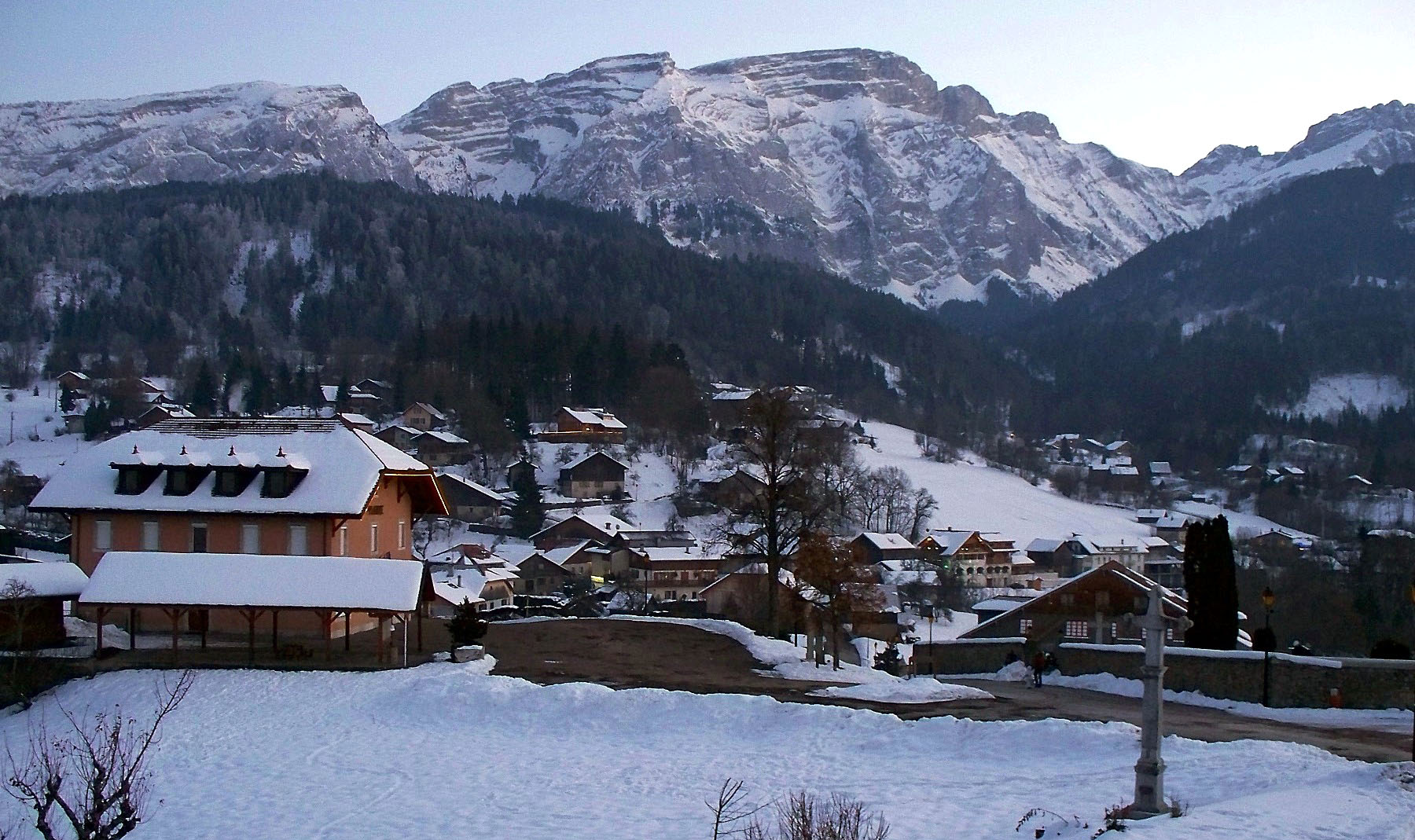
La chaîne du Bargy depuis Mont-Saxonnex.

Cette chaîne est située dans les Préalpes de Savoie, dans le département de la Haute-Savoie, sur les communes de Scionzier, Marnaz, Mont-Saxonnex, Glières-Val-de-Borne, Le Grand-Bornand et Le Reposoir. Orientée selon un axe nord-est-sud-ouest, elle s'étire sur environ quinze kilomètres pour environ deux kilomètres et demi de largeur, entre la cluse du Foron du Reposoir qui la sépare de la pointe de Nancy au nord-est et la cluse des Étroits au sud-ouest qui la sépare du mont Lachat. Au milieu de la chaîne, de part et d'autre de la pointe Blanche, se trouvent d'une part le col de la Colombière au sud-est qui la sépare de la klippe des Annes et au-delà de la chaîne des Aravis et d'autre part le col de Cenise au nord-ouest qui la sépare des rochers de Leschaux et au-delà la pointe d'Andey.
Les sommets, alignés du nord-est au sud-ouest, sont :
- la tête des Bécus (1 907 mètres) ;
- le Petit Bargy (2 098 mètres) ;
- le Grand Bargy (2 301 mètres) ;
- la pointe Dzérat ou pointe Est du Midi (2 278 mètres) ;
- la pointe du Midi (2 364 mètres) ;
- la pointe de Balafrasse (2 296 mètres) ;
- la pointe Blanche (2 438 mètres), point culminant de la chaîne ;
- le pic de Jallouvre (2 408 mètres) ;
- le Buclon (2 072 mètres) ;
- l'aiguille Verte (2 045 mètres) ;
- le roc des Tours (1 994 mètres) ;
- le roc de Charmieux (1 877 mètres).

Trois lacs de montagne se trouvent sous les sommets : le lac de Lessy sur l'ubac de l'aiguille Verte et du Buclon, le lac de Peyre sur l'adret de la pointe Blanche, de la pointe de Balafrasse et de la pointe du Midi et le lac Bénit sur l'ubac du Grand et du Petit Bargy.

### Géologie

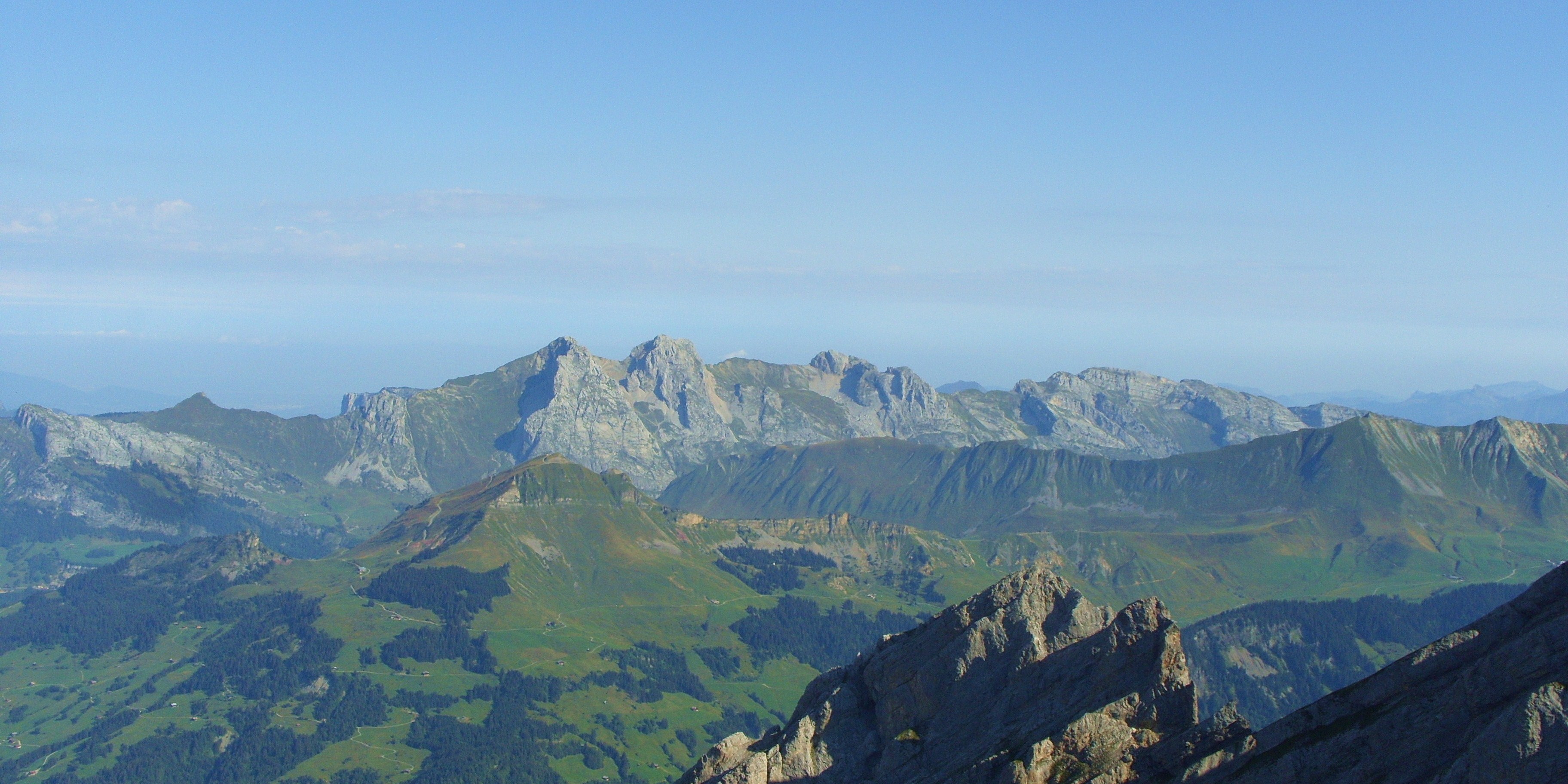
La chaîne du Bargy (arrière-plan) depuis la tête Pelouse dans la chaîne des Aravis au sud.

La chaîne du Bargy appartient aux nappes subalpines qui sont des fragments de la couverture sédimentaire mésozoïque du domaine delphino-helvétique et décollés de leur socle anté-triassique à l'Oligocène lors de l'orogenèse alpine. Les terrains affleurants se répartissent entre le Crétacé inférieur et l'Oligocène inférieur. Le Crétacé inférieur, constitué par les calcaires siliceux hauteriviens et les calcaires urgoniens (Barrémien – Aptien), est prédominant tandis que les terrains les plus jeunes sont restreints à ses marges et régulièrement sous forme d'une fine bande. Ils dessinent un pli anticlinal déjeté (ou pli en genoux) vers le nord. Le flanc SSE définit une grande pente structurale dominée par les calcaires urgoniens tandis que la moitié supérieure du flanc NNW du pli est tronquée par l'érosion. Les calcaires urgoniens ont par ailleurs été décapés du sommet si bien que les calcaires siliceux hauteriviens forment majoritairement le faîtage du Bargy. Enfin des placages glaciaires quaternaires subsistent sur les flancs de la chaine du Bargy et sont datés du « Dryas récent pour les plus bas en altitude, et au Préboréal pour les autres ».
La structure de la chaîne, ses moraines (dont la mieux conservée est visible dans la Combe sud-est du Jalouvre, éboulements supraglaciaires et névés sont marqués par les passages et évolutions des grands glaciers des trois dernières périodes glaciaires, dont les traces et vestiges sont plus nombreux sur le flanc nord qu'au sud, observables à partir de 1 250 m d'altitude. 
La chaîne montagneuse est coupée transversalement par de grandes diaclases qui ont été à l'origine d'une érosion importante, mais aussi de la constitution d'un réseau karstique. Localement, un pli en genou a craqué la carapace urgonien en mettant au jour les marnes hauteriviennes,.
Trois arcs morainiques calcaires caractéristiques et emboîtés, latéraux et frontaux, sont présents sur la rive nord-ouest et nord du lac Bénit dont la forme est en partie artificielle, la moraine qui le ferme ayant été rehaussée sur environ deux mètres de hauteur en 1964 pour augmenter la superficie du lac et le volume d'eau retenue à la demande des pêcheurs et pour favoriser ce loisir. Un cône actif d'éboulis tend à combler la cuvette lacustre du cirque d'Encrenaz dont un tiers a déjà disparu sous les apports issus de l'érosion.
La combe de Biolland constitue une vallée parallèle à l'anticlinal du Bargy où s'écoule le torrent le Bronze aux pieds de plusieurs moraines témoignant de la présence ancienne d'un grand glacier, lui-même alimenté par plusieurs glaciers tributaires.
Le cirque de Cu Déri, au nord de la pointe du Midi et s'ouvrant vers le nord pourrait être glacio-karstique. Sa base située à 1 985 m tend à se combler par le biais des éboulements.
De grandes failles parallèles ou perpendiculaires à l'axe du pli ont fait descendre certains compartiments du massif par rapport à d'autres, lui donnant, côté sud-ouest, une structure « en escalier ».
Selon une légende locale citée par Favre en 1867 le lac Bénit serait issu d'un effondrement qui au XVIIIe siècle aurait englouti toute une forêt de sapins, ce qui parait hautement improbable à Sesiano[Qui ?] au vu de l'analyse géomorphologique de la chaîne montagneuse.

### Environnement
Ce massif abrite un lac glaciaire, le lac Bénit, au pied du col d'Encrenaz orienté au nord et qui domine le lac de 700 m de hauteur pour sa partie la plus haute), un lac probablement glaciokarstique à écoulement souterrain (le lac de Lessy à 1 113 m) et des habitats naturels montagneux riches en biodiversité notamment propice aux grands rapaces (ex : Gypaète barbu,) ou aux bouquetins. Certains de ces bouquetins sont atteints par la brucellose, une maladie zoonotique qui cause chez le bouquetin une arthrite, parfois grave, avec aussi des lésions graves des organes génitaux rendant l'animal stérile. Ces derniers ont été source de vives polémiques, quand il a été décidé de les éradiquer au motif que certains individus malades peuvent parfois être infectieux  pour des animaux d'élevages, et faciliter une transmission à l'homme.
La riche flore du massif du Bargy et des montagnes voisines a notamment été inventoriée par le botaniste Bourgeau, collecteur très actif au milieu du XIXe siècle.
Les avalanches et éboulements remodèlent périodiquement certaines pentes, favorisant l'entretien de communautés d'espèces pionnières ou capables de s'accrocher sur la roche et de résister au froid hivernal, autour du pin Cembro (Pinus cembra) notamment.

## Activités
La chaîne du Bargy est parcourue de nombreux sentiers de randonnée dont le GR 96 et le GRP Massif de Tournette-Aravis autour de l'aiguille Verte et du lac de Lessy. Ces sentiers permettent d'accéder à certains sommets, lacs mais aussi grottes ou franchissent des cols comme celui de la Forclaz, de Sosay, du Rasoir, de Balafrasse ou encore d'Encrenaz. La facilité d'accès de certains secteurs du massif grâce à la présence de routes d'altitude au col de la Colombière, de Cenise ou au lac Bénit en font des destinations prisées de randonnée. Le refuge de Lessy, au bord du lac du même nom, est le seul au cœur de la chaîne.
L'escalade est pratiqué sur de nombreuses parois de la chaîne et une via ferrata a été installée au-dessus du Chinaillon.
Le téléski de Chalet Neuf entre le village du Reposoir et le col de la Colombière et le télésiège et les trois téléskis de la station de Mont-Saxonnex dans le secteur de Morsulaz sur l'ubac du Grand Bargy sont les seules remontées mécaniques du massif.
Un champ de tir occupe l'ubac des pointes du Midi et Dzérat et du Grand Bargy, au-dessus de Morsulaz.